# Sólo me faltabas tú
Sólo me faltabas tú es el vigésimo sexto álbum de estudio de la actriz y cantante mexicana Lucero, publicado el 1 de noviembre de 2019 por la compañía discográfica "Fonovisa" con permiso y en colaboración con el sello Universal Music Latino. Éste es el tercer álbum de Lucero dentro del género regional mexicano en la categoría de banda sinaloense, así, también,  el tercero producido por Luciano Luna; Las canciones que componen este álbum son temas, seis de los temas son inéditos y otras son versiones de éxitos que fueron interpretados por otros artistas en el pasado.
Con este álbum y debido al éxito de sus anteriores álbumes, Lucero demuestra su interés de continuar dentro del género de la banda sinaloense.
El álbum se editó en versión estándar con 10 canciones que lo componen, también se editó en formato CD+DVD con 19 canciones y por último se editó en la versión edición especial el cual contiene 26 canciones y que incluye algunos duetos con otros artistas como Luciano Pereyra, Gerardo Ortíz, Luis Fonsi y Carlos Rivera, algunos de los cuales se tomaron como sencillos de promoción para el álbum.

## Antecedentes
Después del éxito de sus dos álbumes anteriores de la banda sinaloense, Enamorada con banda  y Más enamorada con banda, Lucero, en asociación con el productor y compositor Luciano Luna, decidieron lanzar un tercer álbum del género; después del lanzamiento de su cuarto álbum en vivo Enamorada en vivo y en celebración de sus 39 años de carrera, Lucero permaneció en gira con actuaciones en México y otros países latinoamericanos como Estados Unidos, Chile, Argentina y Brasil. Durante su gira en Brasil, Lucero promocionó su quinto álbum en vivo, Brasileira en vivo.
Durante el mes de febrero de 2019, Lucero junto a la Banda Los Recoditos anuncian que se encontraban grabando la canción "Solo me faltabas tú" el cual sería el primer sencillo de la próxima producción musical de Lucero. Para el 31 de julio, después de su exitoso concierto en el Auditorio Nacional en Ciudad de México, Lucero, a través de su cuenta de la red social Twitter pide a sus admiradores que le ayuden a nombrar su próxima producción musical; el cual da la opción de dos posible nombres "Solo me faltabas tú" y "Siempre enamorada"; quedando el primero como el nombre seleccionado.
Además de promover los discos de su banda, Lucero también aprovechó la oportunidad para regresar al mercado publicitario al lanzar su colección de líneas de zapatos bajo la marca Price Shoes.  La artista no había invertido en el mercado publicitario desde 2003, cuando la marca Muller Cosmetics lanzó un perfume con su nombre.
Durante el concierto ofrecido en mayo en el Auditorio Nacional, Lucero y el argentino Luciano Pereyra interpretaron en dueto la canción “Como tú”; para el 28 de junio lanza la promoción de esta canción y el video oficial; además se anuncia que Lucero interpretará la canción en el concierto que ofrecería en el Teatro Metropolitan. El jueves 19 de septiembre se dieron a conocer los nominados al premio "Lunas del auditorio" en donde Lucero fue nominada por quinta vez dentro de la categoría música mexicana junto a Alejandro Fernández, Edith Márquez, Lila Downs y Pepe Aguilar.
El 15 de octubre de 2019, se anuncia que Lucero será uno de los "coaches" del nuevo programa de Televisa "La voz kids" junto a Carlos Rivera y Melendi, concurso que inicia transmisiones el 20 de octubre.

## Realización y promoción
El 3 de mayo de 2019, a través de su canal de vídeos de YouTube se estrenó la canción "Me deshice de tu amor" en versión banda, como el primer sencillo a promocionar del álbum; El 14 de agosto estrena una versión "sierreña" de este tema para contiuar con su promoción.
Para el 17 de agosto de 2019, a través de su canal de Twitter, Lucero comparte el vídeo de la canción "A través del vaso" en conjunto de la Banda Los Sebastianes, dueto realizado durante su anterior concierto en el Auditorio Nacional; indicando que esté sería el segundo sencillo de su próximo álbum.
El 12 de octubre lanza en preventa su nuevo álbum a través de plataformas digitales, este mismo día se estrena la canción "Siempre te necesito" realizando un dueto junto a Gerardo Ortiz como el tercer sencillo del álbum; El 31 de octubre, todos los vídeos que se grabaron para el DVD fueron estrenados en el canal VEVO de Lucero.
El 1 de noviembre de 2019 se lanza a la venta en formato CD, CD+DVD, Descarga digital y Streaming el álbum "Sólo me faltabas tú". El 6 de noviembre finalmente se estrena el vídeo de la canción "Sólo me faltabas tú" junto a la Banda Los Recoditos siendo el  cuarto sencillo del álbum.
El 27 de noviembre Lucero es galardonada como "Solista del año 2019" en los premios Bandamax. El 27 de diciembre de 2019, Lucero anuncia a través de sus redes sociales el inicio de una gira para la promoción de este álbum así como un nuevo concierto en el Auditorio Nacional para la celebración de sus 40 años de trayectoria musical para el 6 de junio de 2020.
En febrero de 2020, se da a conocer que este material discográfico llega a los 4 millones de streams en Spotify.
A partir de marzo de 2020, la promoción del álbum se ve interrumpida debido a la Pandemia de enfermedad por coronavirus de 2019-2020.

## Lista de canciones
| Solo me faltabas tú |                                |                                                        |          |  |
| N.º                 | Título                         | Escritor(es)                                           | Duración |  |
| 1.                  | «Me deshice de tu amor»        | José Luis Hernández Chagoya, Alfonso De La Cruz García | 3:16     |  |
| 2.                  | «Mírame»                       | Descemer Bueno, Horacio Palencia                       | 2:52     |  |
| 3.                  | «Dime tú»                      | Ernesto Martínez                                       | 3:59     |  |
| 4.                  | «Ojalá que te equivoques»      | Luciano Luna, Tony Montoya                             | 2:48     |  |
| 5.                  | «No sé dónde está el perdón»   | Luciano Luna                                           | 3:27     |  |
| 6.                  | «Solo me faltabas tú»          | Luciano Luna                                           | 3:28     |  |
| 7.                  | «Por qué piensas que me duele» | Luciano Luna, Juan Sait Espinoza                       | 3:15     |  |
| 8.                  | «Mi Virgen santa»              | Luciano Luna                                           | 3:08     |  |
| 9.                  | «A pesar de todo»              | Horacio Palencia, Carlos Rivera                        | 3:10     |  |
| 10.                 | «Besos a la lona»              | Ramón Melendi Espina                                   | 3:04     |  |
| 32:31               |                                |                                                        |          |  |

| Solo me faltabas tú (Edición especial) |                                                 |                                                        |          |  |
| N.º                                    | Título                                          | Escritor(es)                                           | Duración |  |
| 1.                                     | «Me deshice de tu amor»                         | José Luis Hernández Chagoya, Alfonso De La Cruz García | 3:16     |  |
| 2.                                     | «Como tú» (con Luciano Pereyra)                 | Andrés Castro, Guianko Gómez, Luciano Pereyra          | 3:37     |  |
| 3.                                     | «Dime tú»                                       | Ernesto Martínez                                       | 3:59     |  |
| 4.                                     | «Mírame» (con Banda Los Sebastianes)            | Descemer Bueno, Horacio Palencia                       | 2:53     |  |
| 5.                                     | «Ojalá que te equivoques»                       | Luciano Luna, Tony Montoya                             | 2:48     |  |
| 6.                                     | «Siempre te necesito» (con Gerardo Ortíz)       | Aaron Padilla                                          | 3:29     |  |
| 7.                                     | «No sé dónde está el perdón»                    | Luciano Luna                                           | 3:27     |  |
| 8.                                     | «Solo me faltabas tú» (con Banda Los Recoditos) | Luciano Luna                                           | 3:29     |  |
| 9.                                     | «Por qué piensas que me duele»                  | Luciano Luna, Juan Sait Espinoza                       | 3:15     |  |
| 10.                                    | «Quién como tú» (con Luis Fonsi)                | María Guadalupe Araujo Yong                            | 3:08     |  |
| 11.                                    | «Mi Virgen santa»                               | Luciano Luna                                           | 3:08     |  |
| 12.                                    | «A pesar de todo» (con Carlos Rivera)           | Horacio Palencia, Carlos Rivera                        | 3:11     |  |
| 13.                                    | «Me deshice de tu amor» (Versión sierreña)      | José Luis Hernández Chagoya, Alfonso De La Cruz García | 3:16     |  |
| 14.                                    | «Besos a la lona» (con Melendi)                 | Ramón Melendi Espina                                   | 3:05     |  |
| 15.                                    | «A través del vaso» (con Banda Los Sebastianes) | Horacio Palencia, Geovani Cabrera                      | 3:01     |  |
| 16.                                    | «Mírame»                                        | Descemer Bueno, Horacio Palencia                       | 2:52     |  |
| 17.                                    | «Solo me faltabas tú»                           | Luciano Luna                                           | 3:28     |  |
| 18.                                    | «A pesar de todo»                               | Horacio Palencia, Carlos Rivera                        | 3:10     |  |
| 19.                                    | «Besos a la lona»                               | Ramón Melendi Espina                                   | 3:04     |  |
| 1:01:45                                |                                                 |                                                        |          |  |